# Schloss Künersberg
Das ehemalige Schloss Künersberg war der Landsitz von Jakob von Küners und wurde 1741 errichtet. Es befindet sich in Künersberg, einem Ortsteil der Gemeinde Memmingerberg im Landkreis Unterallgäu, Bayern. Das denkmalgeschützte Gebäude beherbergte in den Jahren 1745 bis 1770 eine Fayencefabrik. Das mit einem Mansarddach gedeckte zweigeschossige Gebäude besitzt elf Fensterachsen in der Länge und eine Fensterachse in der Tiefe. In der Mitte der Längsachse ist ein rundbogiges Portal mit schmiedeeisernem Oberlichtgitter angebracht. Sowohl an der Nordost- wie auch an der Südostecke befinden sich Flügelbauten bestehend aus zwei mal zwei Fensterachsen. Gedeckt sind die Flügelbauten mit einem Walmdach.